# DN2H
De DN2H (Drum Național 2H of Nationale weg 2H) is een weg in Roemenië. Hij loopt van Românești via Rădăuți naar Putna. De weg is 45 kilometer lang.